# Tricás
Tricás (en aragonais ; Tricas en castillan) est un village de la province de Huesca, situé dans le Sobrarbe à environ cinq kilomètres à l'est de la ville de Fiscal, entre Burgasé, en altitude, et La Cort de Tricas, en fond de vallée. Il a compté jusqu'à six maisons occupées au début du XXe siècle mais est aujourd'hui inhabité. Comme ceux des villages de Jánovas et Burgasé, ses habitants ont été expropriés et expulsés au cours des années 1950 dans le cadre du projet de construction du barrage de Jánovas, finalement non réalisé.
L'église du village, construite au milieu du XVIe siècle, est dédiée à Agathe de Catane (Santa Águeda) et Agnès de Rome (Santa Inés). 